# نوكيا N9
نوكيا N9 هو أحد الهواتف الذكية من شركة نوكيا. طرح في 2011.

## ألوان نوكيا n9
- سماوي
- أسود
- أرجواني

## ذاكرة نوكيا n9
- ذاكرة داخلية 16 جيجا بايت أو 64 جيجا بايت
- الرام 1 جيجا بايت

## الكاميرا
- كاميرا بدقة 8 ميجا بكسل
- فلاش LED

## التوصيل
- USB 2.0 عالي السرعة (موصل USB مصغر)
- يدعم اتصال wi-fi (wireless)
- bluetooth 2.1

## مواصفات أخرى
- مستقبلات GPS وA-GPS مدمجة
- تحديد المواقع بواسطة Wi-Fi
- نظام MeeGo
- دعم GPRS
- خرائط Ovi مع ملاحة القيادة والسير المجانية